# De parfaits petits anges
Pour plus de détails, voir Fiche technique et Distribution.
De parfaits petits anges (Perfect Little Angels) est un téléfilm dramatique canado-américain réalisé par Timothy Bond, diffusé en  1998.

## Synopsis
Sous l'emprise d'un docteur sociopathe, créateur d'une antenne manipulatrice, un village devra compter sur l'instinct du dernier jeune couple d'étudiants encore lucide.

## Fiche technique
- Titre original : Perfect Little Angels
- Titre français : De parfaits petits anges
- Réalisation : Timothy Bond
- Scénario : Bart Baker, d'après le roman éponyme de Andrew Neiderman (1989)
- Direction artistique : Brian Davie
- Costumes : Katia Stano
- Photographie : Peter Benison
- Montage : Dona Noga et Jeremy Presner
- Musique : Ken Williams
- Production : James Shavick
- Sociétés de production : Shavick Entertainment ; Michael/Finney Productions et TVA International
- Société de distribution :  Fox Family Channel
- Pays d'origine :  États-Unis et  Canada
- Langue originale : anglais
- Format :  1.33:1 ,couleur
- Son : stéréo
- Durée : 125 minutes
- Genre : drame
- Dates de diffusion :
  -  États-Unis : 8 novembre 1998
  -  France : 9 décembre 1999 sur TF1

## Distribution
- Jody Thompson (VF : Valérie Siclay) : Justine Freedman
- Brendan Fehr (VF : Bertrand Liebert) : Mitch Furress
- Cheryl Ladd (VF : Céline Monsarrat) : Elaine Freedman
- Michael York (VF : Michel Derain) : Dr Calvin Lawrence
- Jade Pawluk (VF : Arnaud Bedouet) : Brad Montgomery
- Tanja Reichert (VF : Dorothée Jemma) : Lois Morgan
- David Paetkau : Jeff
- John Hawkes : Doug
- Chiara Zanni : Kelly
- Lisa Caruk : Nikki